# Cairnsmore of Fleet
La reserva de la biosfera de Cairnsmore of Fleet es una reserva situada en el Reino Unido, declarada en el año 1976. Se encuentra en el suroeste de Escocia, en el distrito de Wigtown, Dumfries and Galloway. Cairnsmore of Fleet representa un macizo granítico sin bosques, páramos de baja altitud, hierbas, montañas y brezales enanos. Es el área más extensa de páramo abierto en Galloway. Se encuentra entre los 200 y los 650 m s. n. m. de promedio.
Toma su nombre de la montaña Cairnsmore of Fleet, 54°58′32″N 4°20′30″O / 54.97556, -4.34167 en el borde del parque forestal de Galloway, que alcanza en la cumbre una altitud de 711 m s. n. m. Tiene una prominencia de 522. Desde el punto de vista del alpinismo, es un Marilyn, un Donald y un Graham. Pertenece a la cordillera o sierra de la Southern Uplands ("Mesetas del Sur"). La vía más normal de escalada es la "Tourist Route", una de las escaladas más populares en Galloway. 
Hay una serie de buenas zonas de escalada en roca en los picos subsidiarios alrededor de Cairnsmore of Fleet, pero muchos tienen aves que anidan allí de manera que hay que evitarlos por completo en la primavera y principios del verano. Todas las vías se encuentran en granito de buena calidad. Zonas que están descritas en la actual guía son Craignelder, Loch Grannoch y los Clints of Dromore.
En Cairnsmore of Fleet pueden encontrarse muchos hábitats típicos de las tierras altas de Gran Bretaña, con praderas de Molinia caerulea, brezales de Calluna vulgaris y arándanos y, en determinados lugares, zonas de turba con Trichophorum y Eriophorum. El área original de 1.922 ha fue incrementado hasta 3.559 ha cuando la reserva de Cairnsmore of Fleet fue fusionada con la reserva natural de Merrick Kells y Silver Flowe.  En el macizo también habitan aves, mamíferos e invertebrados, incluyendo depredarores de tierras altas como águila real, esmerejón, gavilán rastrero y halcón peregrino.